# دهستان انارستان (کازرون)
دهستان انارستان نام دهستانی در بخش بخش مرکزی شهرستان کازرون شهرستان کازرون، استان فارس در ایران است. بر اساس سرشماری مرکز آمار ایران در سال ۱۳۹۵، جمعیت آن ۲٬۸۵۰ نفر بوده‌است.